# 韩家沟站
韩家沟站是一个沈山线上的铁路车站，位于辽宁省兴城市韩家沟村，建于1898年，原为四等站，邮政编码为121621。现已被撤销。